# 長崎市立桜馬場中学校
長崎市立桜馬場中学校（ながさきしりつさくらばばちゅうがっこう、Nagasaki City Sakurababa Junior High School）は長崎県長崎市桜馬場にある公立中学校。略称「桜中」（おうちゅう）。
長崎市教育委員会では2028年4月に長崎市立片淵中学校および長崎市立長崎中学校と統合する方針である。

## 概略
歴史
1947年（昭和22年）の学制改革に伴い、長崎市立高等女学校に併設され開校。
校章
校名の中にある桜の花を背景にしている。
校歌
作詞は平野博、作曲は松竹ゆきによる。2番まであり、校名は歌詞に登場しない。
校区
小学校区は長崎市立伊良林小学校と長崎市立諏訪小学校。

## 沿革
開校前
- 1889年（明治22年）5月 - 長崎県師範学校[3]（男子部）が桜馬場に校舎を新築し、移転。
- 1923年（大正12年）4月 - 長崎県男子師範学校が大村に移転し、長崎県女子師範学校が桜馬場の校舎使用を開始。
- 1934年（昭和9年）4月 - 長崎県男子師範学校と長崎県女子師範学校の校地交換に伴い、男子師範学校が再び桜馬場に戻ってくる。
- 1937年（昭和12年）
  - 7月 - 男子師範学校が西浦上（文教町）に移転。
  - 10月18日 - 日華事変により、東亜同文書院の教職員・生徒全員が中国から長崎に避難し、桜馬場校地を仮校舎として使用。
- 1938年（昭和13年）
  - 4月6日 - 東亜同文書院が桜馬場校地の使用を終了し、上海に復帰する。
  - 7月 - 長崎市立高等女学校[4] が桜馬場に移転。

開校
- 1947年（昭和22年）4月15日 - 学制改革（六・三制の実施）に伴い、「長崎市立桜馬場中学校」（現在名）が開校。
  - 長崎市立高等女学校に併設。長崎市立高等女学校併設中学校も設置され、高等女学校1・2年修了者を新制中学校2・3年生として収容。
  - 職員5名、生徒180名
- 1948年（昭和23年）
  - 4月1日 - 学制改革（六・三・三制の実施）に伴い、長崎市立高等女学校が廃止され、長崎市立女子高等学校（新制高等学校）が発足。
    - 併設中学校は新制高等学校に継承され、「長崎市立女子高等学校併設中学校」となる。

  - 11月30日 - 長崎市内の公立高等学校4校の統合[5] が行われ、長崎市立女子高等学校が廃止される。
    - 公立高等学校の統合に伴い、4校の併設中学校も統合され、「長崎県立長崎東西高等学校併設中学校」として桜馬場校舎に集約される。
- 1949年（昭和24年）3月31日 - 長崎県立長崎東西高等学校併設中学校が廃止され、全校舎が長崎市立桜馬場中学校に移管される。
- 1953年（昭和28年）4月1日 - 文部省指定モデル校舎第1期工事が完了。（鉄筋コンクリート造3階建て、6教室）
- 1961年（昭和36年）5月1日 - 桜馬場中学校内に、長崎市立小島中学校（こしま）を併設。
  - 桜馬場中学校1年生のうち、419名を小島中学校生徒として分離、8学級を編成。
  - 小島中学校新設のための土地買収交渉が難航し、新校舎建設が遅れていたため。
- 1962年（昭和37年）1月8日 - 小島中学校新校舎が完成し、併設を解消。
- 1966年（昭和41年）5月26日 - 体育館が完成。
- 1968年（昭和43年）6月26日 - プールが完成。
- 1973年（昭和48年） - 女子バスケットボール部が全国中学校バスケットボール大会にて優勝。
- 1977年（昭和52年）11月5日 - 創立30周年記念式典を挙行。
- 1997年（平成9年）10月26日 - 創立50周年記念式典を挙行。
- 2022年（令和4年）4月1日 - 令和4年新入生より女子制服の冬服上着改定およびスカートのサスペンダー廃止。

## 学校行事
3学期制

## 部活動
運動部
- 陸上部
- 野球部
- サッカー部
- 剣道部
- ソフトテニス部
- バドミントン部
- バスケットボール部
- バレーボール部

文化部
- オーケストラ部
- 美術部
- 茶道部
- 和太鼓部

## 著名な出身者
- 宮崎由衣子 - 気象予報士、フリーアナウンサー

## アクセス
最寄りの路面電車停留場
- 長崎電気軌道蛍茶屋支線新中川町停留場

最寄りのバス停
- 長崎バス・県営バス
  - 中川町バス停
    - 長崎駅方面からは東長崎、風頭山行きのバスに乗車。

  - 諏訪神社前バス停下車後、徒歩5-10分。
    - 長崎駅・浦上駅方面からは6番・12番の循環バスに乗車。

最寄りの国道
- 国道34号 長崎駅方面から中川交差点で左折。（一方通行）

## 周辺
- 長崎市立伊良林小学校
- 長崎県立鳴滝高等学校
- 中川郵便局
- 鎮西大社諏訪神社
- 鶴城 (肥前国)